# Eupithecia fernandi
Eupithecia fernandi es una especie de polilla de la familia Geometridae. La especie fue descrita por primera vez por Claude Herbulot habiendo sido descrita en 1999, con distribución en Bioko. El nombre deriva de la denominación previa de la isla: "Fernando Po". El holotipo de la especie fue descrita en los bosques de la reserva científica de la Caldera de Luba, a una altitud de 1200 metros (3937,0 pies).